# Las mujeres ya no lloran World Tour
Las mujeres ya no lloran World Tour è il settimo tour musicale della cantautrice colombiana Shakira, a supporto del suo dodicesimo album in studio Las mujeres ya no lloran (2024). Si tratta del primo tour della cantante dopo 7 anni, quando si esibì nel El Dorado World Tour.

## Antefatti e sviluppo
Il 13 aprile 2024 Shakira ha annunciato che avrebbe intrapreso un tour musicale durante la proprio partecipazione come artista ospite al set del rapper argentino Bizarrap nell'ambito del Coachella Festival. Le date originarie della tappa nordamericana, interamente prevista nelle arene al coperto tra i mesi di novembre e dicembre 2024, sono state rivelate il 15 aprile. Il 2 ottobre 2024 vengono aggiunte le date del tour negli stadi dell'America Latina, la cui tappa ha visto l'aggiunta di diverse date rispetto all'itinerario originario a causa della forte richiesta da parte del pubblico.
Il 18 ottobre Shakira, attraverso un comunicato ufficiale, conferma la posticipazione della tappa nordamericana a maggio/giugno 2025 e il trasferimento di diverse date dalle arene agli stadi, citando come motivazioni sia l'interesse da parte del pubblico che i ritardi nella produzione dello spettacolo che avrebbero compromesso l'inizio autunnale. Il tour ha avuto, dunque, inizio dal Brasile nel febbraio 2025. Diversi spettacoli sono stati posticipati rispetto alla loro data originaria a causa di problemi logistici, mentre altri sono stati cancellati.

## Scaletta
Questa scaletta rappresenta quella del concerto dell'11 febbraio 2025 a Rio de Janeiro. Non è, pertanto, rappresentativa per tutti gli spettacoli del tour.
Video introduction / Camina con la loba (contiene elementi di Caloris)
1. La huesera (intro) / La fuerte
2. Girl like Me
3. Las de la intuición / Estoy aquí
4. Empire / Inevitable
5. Te felicito
6. TQG
7. Don't Bother
8. Acróstico
9. Copa vacía
10. La bicicleta
11. La tortura
12. Hips Don't Lie
13. Chantaje
14. Monotonía
15. Addicted to You / Loca
16. Soltera
17. Cómo dónde y cuándo
18. Última
19. Ojos así

Video interlude (contiene elementi di ¿Dónde estás corazón?, Vuelve e Estoy aquí)
1. Pies descalzos, sueños blancos
2. Mama África (cover di Chico César)
3. Antología
4. Poem to a Horse
5. Objection (Tango)
6. Whenever, Wherever
7. Waka Waka (This Time for Africa) (contiene elementi di Icha)
8. She Wolf
9. Shakira: Bzrp Music Sessions Vol. 53

## Date del tour
| Data              | Città                 | Stato          | Luogo                                                       | Biglietti venduti / Biglietti disponibili | Incasso        |
| America Latina    | America Latina        | America Latina | America Latina                                              | America Latina                            | America Latina |
| ----------------- | --------------------- | -------------- | ----------------------------------------------------------- | ----------------------------------------- | -------------- |
| 11 febbraio 2025  | Rio de Janeiro        | Brasile        | Engenhão                                                    | 35.180 / 35.180                           | $2.887.769     |
| 13 febbraio 2025  | São Paulo             | Brasile        | MorumBis                                                    | 65.922 / 65.922                           | $6.442.409     |
| 17 febbraio 2025  | Lima                  | Perù           | Estadio Nacional                                            | 47.650 / 47.650                           | $6.600.000     |
| 20 febbraio 2025  | Barranquilla          | Colombia       | Estadio Metropolitano Roberto Meléndez                      | 97.873 / 97.873                           | $11.253.152    |
| 21 febbraio 2025  | Barranquilla          | Colombia       | Estadio Metropolitano Roberto Meléndez                      | 97.873 / 97.873                           | $11.253.152    |
| 26 febbraio 2025  | Bogotá                | Colombia       | Estadio El Campín                                           | 82.897 / 82.897                           | $12.281.650    |
| 27 febbraio 2025  | Bogotá                | Colombia       | Estadio El Campín                                           | 82.897 / 82.897                           | $12.281.650    |
| 7 marzo 2025      | Buenos Aires          | Argentina      | Campo Argentino de Polo                                     | 115.000 / 115.000                         | $13.200.000    |
| 8 marzo 2025      | Buenos Aires          | Argentina      | Campo Argentino de Polo                                     | 115.000 / 115.000                         | $13.200.000    |
| 12 marzo 2025     | Guadalupe             | Messico        | Estadio BBVA                                                | 88.201 / 88.201                           | $12.466.444    |
| 13 marzo 2025     | Guadalupe             | Messico        | Estadio BBVA                                                | 88.201 / 88.201                           | $12.466.444    |
| 16 marzo 2025     | Zapopan               | Messico        | Estadio Akron                                               | 70.264 / 70.264                           | $11.533.373    |
| 17 marzo 2025     | Zapopan               | Messico        | Estadio Akron                                               | 70.264 / 70.264                           | $11.533.373    |
| 19 marzo 2025     | Città del Messico     | Messico        | Estadio GNP Seguros                                         | 396.000 / 396.000                         | $46.608.716    |
| 21 marzo 2025     | Città del Messico     | Messico        | Estadio GNP Seguros                                         | 396.000 / 396.000                         | $46.608.716    |
| 23 marzo 2025     | Città del Messico     | Messico        | Estadio GNP Seguros                                         | 396.000 / 396.000                         | $46.608.716    |
| 25 marzo 2025     | Città del Messico     | Messico        | Estadio GNP Seguros                                         | 396.000 / 396.000                         | $46.608.716    |
| 27 marzo 2025     | Città del Messico     | Messico        | Estadio GNP Seguros                                         | 396.000 / 396.000                         | $46.608.716    |
| 28 marzo 2025     | Città del Messico     | Messico        | Estadio GNP Seguros                                         | 396.000 / 396.000                         | $46.608.716    |
| 30 marzo 2025     | Città del Messico     | Messico        | Estadio GNP Seguros                                         | 396.000 / 396.000                         | $46.608.716    |
| 4 aprile 2025     | Santiago del Cile     | Cile           | Parco esterno dell'Estadio Nacional Julio Martínez Prádanos | 132.000 / 132.000                         | $14.200.000    |
| 5 aprile 2025     | Santiago del Cile     | Cile           | Parco esterno dell'Estadio Nacional Julio Martínez Prádanos | 132.000 / 132.000                         | $14.200.000    |
| 7 aprile 2025     | Santiago del Cile     | Cile           | Parco esterno dell'Estadio Nacional Julio Martínez Prádanos | 132.000 / 132.000                         | $14.200.000    |
| 12 aprile 2025    | Medellín              | Colombia       | Estadio Atanasio Girardot                                   | 73.217 / 73.217                           | $7.503.853     |
| 13 aprile 2025    | Medellín              | Colombia       | Estadio Atanasio Girardot                                   | 73.217 / 73.217                           | $7.503.853     |
| Nord America      |                       |                |                                                             |                                           |                |
| 13 maggio 2025    | Charlotte             | Stati Uniti    | Bank of America Stadium                                     | 47.406 / 47.406                           | $4.454.350     |
| 15 maggio 2025    | East Rutherford       | Stati Uniti    | MetLife Stadium                                             | 99.876 / 99.876                           | $13.798.380    |
| 16 maggio 2025    | East Rutherford       | Stati Uniti    | MetLife Stadium                                             | 99.876 / 99.876                           | $13.798.380    |
| 20 maggio 2025    | Montréal              | Canada         | Bell Centre                                                 | 13.224 / 13.224                           | $2.444.414     |
| 22 maggio 2025    | Detroit               | Stati Uniti    | Little Caesars Arena                                        | 13.034 / 13.034                           | $2.202.308     |
| 26 maggio 2025    | Toronto               | Canada         | Scotiabank Arena                                            | 13.458 / 13.458                           | $2.888.000     |
| 2 giugno 2025     | Atlanta               | Stati Uniti    | State Farm Arena                                            | 11.371 / 11.371                           | $2.588.638     |
| 4 giugno 2025     | Orlando               | Stati Uniti    | Camping World Stadium                                       | 45.182 / 45.182                           | $6.277.851     |
| 6 giugno 2025     | Miami Gardens         | Stati Uniti    | Hard Rock Stadium                                           | 85.840 / 85.840                           | $13.173.719    |
| 7 giugno 2025     | Miami Gardens         | Stati Uniti    | Hard Rock Stadium                                           | 85.840 / 85.840                           | $13.173.719    |
| 11 giugno 2025    | Arlington             | Stati Uniti    | Globe Life Field                                            | 38.534 / 38.534                           | $5.138.848     |
| 15 giugno 2025    | Houston               | Stati Uniti    | Toyota Center                                               | 22.101 / 22.101                           | $4.629.511     |
| 16 giugno 2025    | Houston               | Stati Uniti    | Toyota Center                                               | 22.101 / 22.101                           | $4.629.511     |
| 22 giugno 2025    | Phoenix               | Stati Uniti    | Footprint Center                                            | 23.016 / 23.016                           | $5.635.838     |
| 23 giugno 2025    | Phoenix               | Stati Uniti    | Footprint Center                                            | 23.016 / 23.016                           | $5.635.838     |
| 26 giugno 2025    | San Diego             | Stati Uniti    | Snapdragon Stadium                                          | 28.630 / 28.630                           | $5.241.515     |
| 28 giugno 2025    | Paradise              | Stati Uniti    | Allegiant Stadium                                           | 47.058 / 47.058                           | $6.677.413     |
| 30 giugno 2025    | San Francisco         | Stati Uniti    | Oracle Park                                                 | 35.431 / 35.431                           | $6.561.645     |
| 5 luglio 2025     | San Antonio           | Stati Uniti    | Alamodome                                                   | 46.350 / 46.350                           | $6.573.453     |
| 4 agosto 2025     | Inglewood             | Stati Uniti    | SoFi Stadium                                                | 92.239 / 92.239                           | $10.601.486    |
| 5 agosto 2025     | Inglewood             | Stati Uniti    | SoFi Stadium                                                | 92.239 / 92.239                           | $10.601.486    |
| 7 agosto 2025     | Fresno                | Stati Uniti    | Valley Children's Stadium                                   | 27.835 / 27.835                           | $2.709.871     |
| America Latina    |                       |                |                                                             |                                           |                |
| 11 agosto 2025    | Tijuana               | Messico        | Estadio Caliente                                            | N.D.                                      | N.D.           |
| 14 agosto 2025    | Hermosillo            | Messico        | Estadio Héroe de Nacozari                                   | N.D.                                      | N.D.           |
| 17 agosto 2025    | Chihuahua             | Messico        | Estadio UACH                                                | N.D.                                      | N.D.           |
| 20 agosto 2025    | Torreón               | Messico        | Estadio Corona                                              | N.D.                                      | N.D.           |
| 23 agosto 2025    | Monterrey             | Messico        | Parque Fundidora                                            | N.D.                                      | N.D.           |
| 26 agosto 2025    | Città del Messico     | Messico        | Estadio GNP Seguros                                         | N.D.                                      | N.D.           |
| 27 agosto 2025    | Città del Messico     | Messico        | Estadio GNP Seguros                                         | N.D.                                      | N.D.           |
| 29 agosto 2025    | Città del Messico     | Messico        | Estadio GNP Seguros                                         | N.D.                                      | N.D.           |
| 30 agosto 2025    | Città del Messico     | Messico        | Estadio GNP Seguros                                         | N.D.                                      | N.D.           |
| 2 settembre 2025  | Santiago de Querétaro | Messico        | Estadio Corregidora                                         | N.D.                                      | N.D.           |
| 3 settembre 2025  | Santiago de Querétaro | Messico        | Estadio Corregidora                                         | N.D.                                      | N.D.           |
| 6 settembre 2025  | Zapopan               | Messico        | Estadio Akron                                               | N.D.                                      | N.D.           |
| 7 settembre 2025  | Zapopan               | Messico        | Estadio Akron                                               | N.D.                                      | N.D.           |
| 11 settembre 2025 | Puebla                | Messico        | Estadio Cuauhtémoc                                          | N.D.                                      | N.D.           |
| 12 settembre 2025 | Puebla                | Messico        | Estadio Cuauhtémoc                                          | N.D.                                      | N.D.           |
| 18 settembre 2025 | Città del Messico     | Messico        | Estadio GNP Seguros                                         | N.D.                                      | N.D.           |
| 24 settembre 2025 | Boca del Río          | Messico        | Estadio Luis "Pirata" Fuente                                | N.D.                                      | N.D.           |
| 25 ottobre 2025   | Cali                  | Colombia       | Estadio Pascual Guerero                                     | N.D.                                      | N.D.           |
| 26 ottobre 2025   | Cali                  | Colombia       | Estadio Pascual Guerero                                     | N.D.                                      | N.D.           |
| 1º novembre 2025  | Bogotá                | Colombia       | Vive Claro                                                  | N.D.                                      | N.D.           |
| 8 novembre 2025   | Quito                 | Ecuador        | Estadio Olímpico Atahualpa                                  | N.D.                                      | N.D.           |
| 9 novembre 2025   | Quito                 | Ecuador        | Estadio Olímpico Atahualpa                                  | N.D.                                      | N.D.           |
| 11 novembre 2025  | Quito                 | Ecuador        | Estadio Olímpico Atahualpa                                  | N.D.                                      | N.D.           |
| 15 novembre 2025  | Lima                  | Perù           | Estadio Nacional                                            | N.D.                                      | N.D.           |
| 16 novembre 2025  | Lima                  | Perù           | Estadio Nacional                                            | N.D.                                      | N.D.           |
| 18 novembre 2025  | Lima                  | Perù           | Estadio Nacional                                            | N.D.                                      | N.D.           |
| 22 novembre 2025  | Santiago del Cile     | Cile           | Estadio Nacional Julio Martínez Prádanos                    | N.D.                                      | N.D.           |
| 28 novembre 2025  | Asunción              | Paraguay       | Estadio Ueno La Nuova Olla                                  | N.D.                                      | N.D.           |
| 29 novembre 2025  | Asunción              | Paraguay       | Estadio Ueno La Nuova Olla                                  | N.D.                                      | N.D.           |
| 3 dicembre 2025   | Montevideo            | Uruguay        | Estadio Centenario                                          | N.D.                                      | N.D.           |
| 4 dicembre 2025   | Montevideo            | Uruguay        | Estadio Centenario                                          | N.D.                                      | N.D.           |
| 8 dicembre 2025   | Buenos Aires          | Argentina      | Estadio Vélez Sarsfield                                     | N.D.                                      | N.D.           |
| 9 dicembre 2025   | Buenos Aires          | Argentina      | Estadio Vélez Sarsfield                                     | N.D.                                      | N.D.           |
| Totale            | Totale                | Totale         | Totale                                                      | 1.894.789 / 1.894.789 (100%)              | $246.576.606   |

### Cancellazioni
| Data              | Città         | Stato                 | Luogo                          | Causa                                           |
| Nord America      | Nord America  | Nord America          | Nord America                   | Nord America                                    |
| ----------------- | ------------- | --------------------- | ------------------------------ | ----------------------------------------------- |
| 2 novembre 2024   | Palm Desert   | Stati Uniti           | Acrisure Arena                 | Cambi di produzione e riprogrammazione del tour |
| 3 novembre 2024   | Palm Desert   | Stati Uniti           | Acrisure Arena                 | Cambi di produzione e riprogrammazione del tour |
| 17 novembre 2024  | Dallas        | Stati Uniti           | American Airlines Center       | Cambi di produzione e riprogrammazione del tour |
| 14 dicembre 2024  | Chicago       | Stati Uniti           | United Center                  | Cambi di produzione e riprogrammazione del tour |
| 29 maggio 2025    | Boston        | Stati Uniti           | Fenway Park                    | Circostanze impreviste                          |
| 31 maggio 2025    | Washington    | Stati Uniti           | Nationals Park                 | Circostanze impreviste                          |
| 26 settembre 2025 | Santo Domingo | Repubblica Dominicana | Estadio Olímpico Félix Sánchez | Circostanze impreviste                          |